# Mahmud Barzandschi

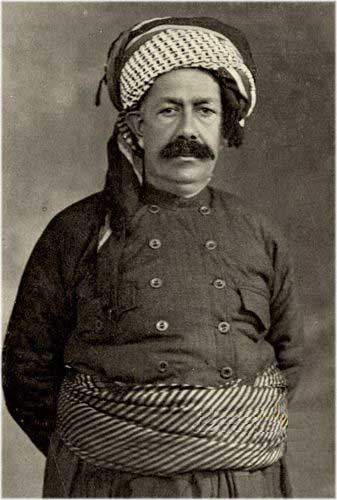
Mahmud Barzandschi, um 1921

Scheich Mahmud Barzandschi (kurdisch شێخ مه‌حمودی حه‌فید Şêx Mehmûd Berzincî, arabisch شیخ محمود برزنجي; * 1878 in Barzinjah, heutiges Gouvernement as-Sulaimaniya; † 9. Oktober 1956 in Bagdad) war kurdischer Herrscher und Geistlicher der Qadiriya aus dem Nordirak.
Barzandschi stammt aus einer Sufi-Familie der Qadiriya, deren Scheich er später wurde. Als nach dem Ersten Weltkrieg im heutigen Irak das Britische Mandat Mesopotamien eingerichtet wurde, suchten die Briten ein geeignetes Mittel, um den kurdischen Norden zu regieren. In Anlehnung an die Stammesregierung in den Stammesgebieten unter Bundesverwaltung im heutigen Pakistan, das damals zu Britisch-Indien gehörte, bestimmten die Briten 1918 Barzandschi als Gouverneur über die Kurden in Sulaimaniya. Allerdings war die Bestimmung von Barzandschi nicht im Sinne aller Kurden, da die Rivalität zwischen Stämmen und Orden groß war.
Da Barzandschi Rückendeckung durch die Briten hatte, konnte er seinen Einfluss über viele Kurden vergrößern. Allerdings begann er seine Stellung für seinen eigenen Vorteil zu nutzen, was ihn in Konflikt mit den Briten brachte. Er ernannte sich selber zum Herrscher von ganz Kurdistan. Im Mai 1919 konnte er sogar die Briten aus Sulaimaniya vertreiben, wurde aber dann im Juni 1919 von ihnen geschlagen. Unter den Anhängern Barzandschis gab es viele Kurden aus dem Iran und den damals 16-jährigen Mustafa Barzani. Der kurdische Stamm der Dschaf hingegen kämpfte auf Seiten der Briten gegen Barzandschi. Die Briten setzten bei der Niederschlagung auch die Royal Air Force ein. Barzandschi selbst wurde bei dem Gebirgspass Darbandi Bazyan von den Briten gefangen genommen.
Die Briten wandelten die Todesstrafe in ein Exil um und schickten Barzandschi 1921 nach Indien. Dort sollte er zehn Jahre lang leben. Auf Druck der Kurden und vor Angst einer türkischen Einflussnahme auf den Nordirak wurde Barzandschi 1922 aus dem Exil zurückgeholt. Barzandschi nutzte diese Gelegenheit aus und rief eigenmächtig am 10. Oktober 1922 das Königreich Kurdistan aus, mit sich selbst als König Mahmud I. Die Briten und die Dschaf erkannten das Königreich nicht an und verfuhren gemäß ihrer Aufstandsbekämpfungsstrategie der so genannten rule by bomb, die Royal Air Force bombardierte Sulaimaniya mehrfach und veranlasste große Teile der Bevölkerung zur Flucht. Im Juli 1924 wurde die Stadt dann endgültig von den Briten zurückerobert, Barzandschi wurde all seiner Ämter enthoben und das Königreich Kurdistan wurde wieder in den Irak eingegliedert. Am 9. Oktober 1956 starb Barzandschi in Bagdad.

## Nachkommen
Zusammen mit seiner Frau Aischa (seine Cousine) hatte Scheich Mehmud drei Söhne
- Raouf
- Baba Ali (1912/15–?)
- Latif (?–1972)